# Pastoralis praeeminentiae

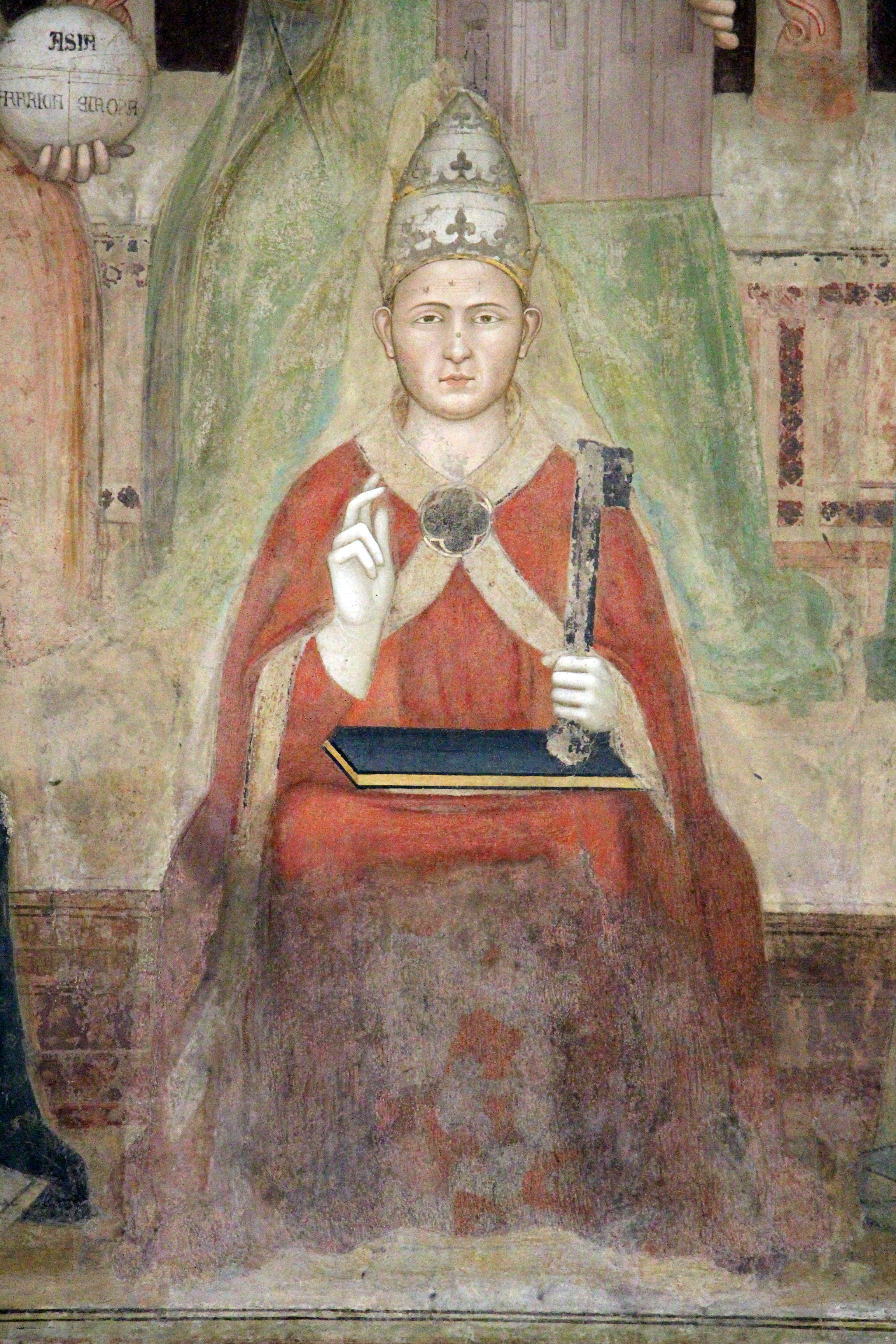
Retrato del papa Clemente V por Taddeo Gaddi

Pastoralis praeeminentiae fue una bula papal emitida por orden del Papa Clemente V el 22 de noviembre de 1307 para todos los monarcas cristianos. Ordenando el arresto de los Caballeros Templarios y la incautación de sus propiedades en nombre de la iglesia. Clemente se vio obligado a apoyar la campaña contra los templarios por Felipe IV de Francia, quien les debía una gran cantidad de dinero y había iniciado las primeras detenciones contra los templarios el 13 de octubre de 1307.
A pesar de la solicitud papal, no todos los monarcas cumplieron de inmediato, sobre todo Eduardo II de Inglaterra, quien al principio se negó a creer las acusaciones, pero finalmente terminó obedeciendo.
Después de los arrestos, comenzó un período de juicios contra los templarios, en las que se usó la tortura para inducir las confesiones.